# Священный синод Константинопольской православной церкви
Свято́й и Свяще́нный сино́д (греч. Ἁγία καί Ἱερά Σύνοδος) — высший законодательный, судебный и исполнительный орган Константинопольской православной церкви. Заседает под председательством патриарха Константинопольского. Помимо председательствующего патриарха, состоит из двенадцати архиереев. Шесть из них избираются на один год, остальные — на шесть месяцев (в марте и сентябре). В полномочия Синода входит избрание архиереев на кафедры, общий надзор за жизнью монастырей, включая Гору Афон, попечение о подготовке кандидатов в священство, о церковной печати. Синод заседает на Фанаре 3 раза в неделю. При Синоде действует синодальная канцелярия во главе с митрополитом.

## История
В Константинополе в византийскую эпоху стал также созываться так называемый «ἐνδημοῦσα σύνοδος» (буквально — «постоянно проживающий собор») под председательством Константинопольского архиепископа (позднее Патриарха), в состав которого входили епископы, в момент созыва по разным делам оказавшиеся в столице империи. Первым опытом проведения такого собора считается 394 года, когда в Константинополе был проведён Собор. Такие Синоды проводились в дальнейшем на протяжении всего византийского периода.
После падения Константинополя в 1453 году и до середины XIX века правовой статус предстоятеля и Синода Константинопольского патриархата закреплялся в бератах, выдаваемых каждому патриарху. Патриарх Константинопольский получил право самостоятельного назначения и низложения епископов и священников; епископы получали свои бераты только по ходатайству патриарха. Все вопросы церковного управления патриарх мог решать самостоятельно, вследствие чего Синод при нём все более превращался в совещательный орган.
В 1741 году продолжавшиеся в Синоде конфликты привели к разделению членов этого органа на две категории. По инициативе митрополита Ираклийского Герасима султан Махмуд I издал фирман, согласно которому выборы патриарха должны были происходить с одобрения пяти митрополитов Константинопольского патриархата, которые получали титул геронтов (старейшин): Ираклийского, Кизического, Никомидийского, Никейского и Халкидонского. В 1760-х годах новыми фирманами число геронтов было увеличено до восьми. Патриаршая печать на документах должна была состоять из нескольких частей, которыми наряду с патриархом также должны владеть четыре геронта. Тем самым власть Константинопольского патриарха была существенно ограничена в пользу коллегии из старших архиереев Синода. Наличие геронтов при Патриаршем престоле значительно снижало влияние прочих архиереев, включая все наиболее почётные митрополичьи кафедры Константинопольского патриархата: Кесарийскую, Эфесскую, Фессалоникийскую и другие. Введение института геронтов в Синоде привело к существенному изменению режима управления Константинопольским патриархатом, оказав тем самым существенное влияние на большинство событий в истории Церкви с конца XVIII века и на решения, принимавшиеся церковной властью в позднейший период.
В 1843 году османские власти попытались ввести в высшее церковное управление светских лиц. На общем собрании духовенства и мирян была избрана комиссия из всех находившихся на тот момент в столице архиереев и восемнадцати светских лиц. Разногласия по вопросу о выдвижении мирянами обвинений против духовных лиц привели к прекращению работы комиссии. В 1847 году турецкое правительство предприняло новую попытку преобразования Константинопольского патриархата в духе общегосударственных реформ и введения в члены Синода представителей из числа мирян. По указанию Высокой Порты в Патриархии были выработаны пятнадцать глав, касающихся церковной реформы. Трое самых влиятельных мирян-неофанариотов получали право участвовать в заседаниях Синода. Однако в октябре 1848 году Собор из восемнадцати иерархов опротестовал вмешательство мирян в церковные дела и восстановил старый порядок.
3 октября 1858 года начались заседания Национального собрания, важнейшей задачей которого было создание нового устава Константинопольского патриархата в соответствии с проводимыми в Османской империи реформами. В 1858—1860 годы Национальное собрание разработало в том числе новые правила избрания патриарха и архиереев и устройства Синода, учреждения Постоянного народного смешанного совета. В июле 1859 года по инициативе министра иностранных дел Фуад-паши, при поддержке чрезвычайного посланника Российской империи А. Б. Лобанова-Ростовского и активном участии светских представителей собрания было принято решение об удалении шести из состава Синода митрополитов-геронтов, которым было предписано вернуться в свои епархии. Упразднение таким образом института геронтов в Синоде было воспринято консервативными церковными кругами как покушение на права и привилегии Церкви. Геронты направили в российский Святейший Синод жалобу и просили императора Александра II защитить их интересы. Однако митрополит Московский Филарет (Дроздов) высказался против поддержки требований геронтов, настаивая на защите прав патриарха как главы Церкви. Его мнение в данном вопросе стало решающим.
27 января 1862 года Высокой Портой был утверждён новый устав Синода, согласно которому Синод состоял из патриарха и двенадцати митрополитов и являлся высшей духовной властью для всех христиан Константинопольской православной церкви. С упразднением геронтизма все митрополиты Константинопольского патриархата получили равное право на избрание в состав Синода, однако исключались новопоставленные архиереи, не имеющие пятилетнего стажа, и иерархи, управлявшие своими кафедрами менее трёх лет. Состав Синода ежегодно должен был меняться наполовину. Постановление, принятое без ведома и согласия патриарха, признавалось недействительным, так же как и любое постановление, исходящее только от патриарха. Постановления полного собрания Синода, принятые большинством голосов, подлежали утверждению и приведению в исполнение патриархом. Первый состав Синода должен был включать патриарха, трёх членов Национального собрания и девять вызванных из епархий архиереев. Если 2/3 членов Синода и членов Постоянного народного смешанного совета выражали недовольство патриархом, они могли обратиться к Высокой Порте с просьбой о его низложении. 25 марта 1862 года состоялось первое заседание организованного по новому уставу Синода. Патриарх лишался своей де-юре неограниченной власти и оказывался полностью зависимым от решений Синода; правительство в большей степени вмешивалось в жизнь Церкви, а Патриарший престол становился игрушкой в руках противоборствующих политических партий. При патриархе Дионисии V (1887—1891) и практиковалось призвание митрополитов в Синод «по достоинству» (κατ᾿ ἀριστίνδην) по личному выбору патриарха, что было шагом в сторону старой системы геронтизма.
После малоазиатской катастрофы подавляющее большинство архиереев Константинопольского Патриархата находилось уже на территории Греции, в то время как управление Церковью перешло к возглавляемой патриархом немногочисленной группе митрополитов, оставшихся на Фанаре и образовавших «постоянный Синод», который кроме всего прочего претендовал на исключительное право избрания патриарха. В сентябре 1931 года патриарх Фотий II и другие члены Синода получили официальное извещение о нераспространении на них действия закона об обмене населением; в документе патриарх именовался не как обычно «башпапаз» (тур. başpapaz), а «ромейско-православным патриархом Фанара».
18 февраля 2004 года было решено впервые после событий 1920-х годов ввести в состав Синода архиереев, не имеющих турецкого гражданства. В новый состав Синода вошли архиепископ Американский Димитрий (Тракателлис), архиепископ Фиатирский и Великобританский Григорий (Феохарус) и два иерарха из Греции. Таким образом, епархии диаспоры впервые получили представительство в Синоде Константинопольской православной церкви. Это нововведение не встретило возражений со стороны турецких властей. С тех пор Синод Константинопольского Патриархата включает шесть митрополитов, проживающих в Турции, которые меняются каждые полгода, и шесть митрополитов из других стран, которые меняются каждый год. Митрополиты «новых земель» в Северной Греции, которые входят в состав Синода Элладской православной церкви согласно акту 1928 года, в состав Синода Константинопольской православной церкви не включались, так как по экклезиологическим и каноническим причинам не могли участвовать в двух синодах одновременно.

## Состав
Данный состав действует с 1 марта 2025 года по 31 августа 2025 года под председательством патриарха Варфоломея в следующем составе:
- Макарий (Дулуфакис), митрополит Гортинский и Аркадийский
- Андрей (Нанакис), митрополит Аркалохорийский, Кастеллийский и Вианосский
- Афинагор (Пекстадт), митрополит Бельгийский
- Паисий (Аравантинос), митрополит Леросский, Калимносский и Астипалейский
- Дамаскин (Папаяннакис), митрополит Кидонийский и Апокоронский (умер 8 апреля 2025 года)
- Севастиан (Скордаллос), митрополит Атлантский
- Афинагор (Хрисанис), митрополит Кидониесский
- Максим (Вгенопулос), митрополит Силиврийский
- Макарий (Гриниезакис), архиепископ Австралийский
- Максим (Пофос), митрополит Швейцарский
- Иаков (Андонопулос), митрополит Ирландский
- Иаков (Андриопулос), митрополит Мексиканский